# Fundación Mencos
La Fundación Mencos es una organización sin ánimo de lucro, con sede en el Palacio de los Mencos en Tafalla, constituida en el 2003 cuyas actividades principales se centran en la promoción de investigaciones y actividades de difusión sobre la cultura e historia, con especial atención a las actividades culturales relacionadas con Tafalla y su comarca, tanto con base en visitas guiadas como a la realización de exposiciones, conferencias, estudios de investigación y publicaciones.

## Historia
Bajo el impulso de Joaquín Ignacio Mencos Doussinague, VII marqués de la Real Defensa, surge esta fundación que tiene como fin la difusión y sensibilización del patrimonio material e inmaterial de Navarra.

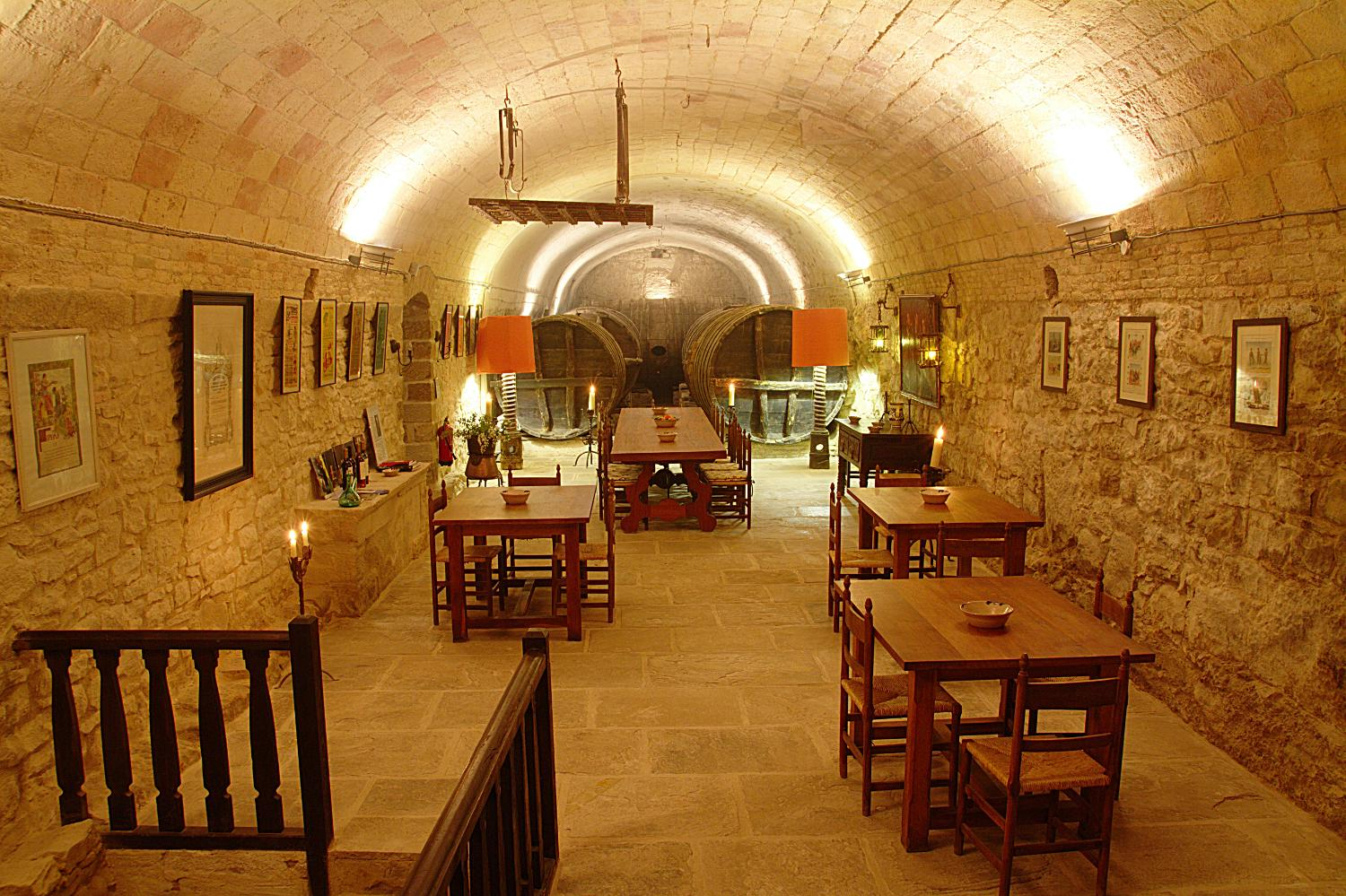
Bodega del Palacio de los Mencos

Desde su creación son numerosas las actividades culturales realizadas vinculadas con Tafalla con personajes como Félix Rodríguez de la Fuente dada la cercanía del humedal protegido de la Laguna de Pitillas o en la difusión, mediante exposiciones fotográficas —que fue acompañada de una publicación—, conferencias, visitas y colaboraciones con otras asociaciones y entidades, de antepasados miembros de la familia con relevancia histórica como Jerónimo de Ayanz, Sebastián de Eslava o Tiburcio de Redín, por citar algunos. Estas actividades se han realizado en lugares diversos como la propia sede, en la Casa de Cultura de Tafalla, en la Fundación Miguel Echauri, o en el Nuevo Casino Principal de Pamplona.
Además su vinculación con la historia de la Cruz Roja es permanente desde el nacimiento de la misma.
Por su proximidad a Olite, forma parte de las actividades de la Ruta del Vino de Navarra.

## Reconocimientos
- Premio Especial de la Fundación de Casas Históricas y Singulares de España.[15]
- Cangrejo de Honor del Regimiento Asturias del Ejército español.